# Working Girls (1931)
Working Girls is een Amerikaanse dramafilm uit 1931 onder regie van Dorothy Arzner. Het scenario is gebaseerd op het toneelstuk Blind Mice ((1930) van de Amerikaanse auteurs Vera Caspary en Winifred Lenihan.

## Verhaal
Wanneer de zussen June en Mae Thorpe uit Indiana aankomen in New York, nemen ze hun intrek in een kosthuis voor alleenstaande vrouwen. June vindt al spoedig werk als telefoniste. Ze kan voor haar oudere zus een baan regelen als stenografe voor de archeoloog Joseph von Schrader. June slaat bovendien de saxofonist Pat Kelly aan de haak, terwijl May het houdt met de jonge advocaat Boyd Wheeler. May wordt ontslagen, omdat ze een aanzoek van haar werkgever afslaat. Ze ontdekt daarna dat Boyd al verloofd is met een ander meisje. June wil de archeoloog overhalen om haar zus weer in dienst te nemen. Hij is inmiddels verliefd geworden op June.

## Rolverdeling
| Acteur           | Personage               |
| ---------------- | ----------------------- |
| Judith Wood      | June Thorpe             |
| Dorothy Hall     | Mae Thorpe              |
| Charles Rogers   | Boyd Wheeler            |
| Paul Lukas       | Dr. Joseph von Schrader |
| Stuart Erwin     | Pat Kelly               |
| Frances Dee      | Louise Adams            |
| Mary Forbes      | Mevrouw Johnstone       |
| Frances Moffett  | Lou Hollings            |
| Claire Dodd      | Jane                    |
| Dorothy Stickney | Loretta                 |
| Alberta Vaughn   | Violet                  |